# Vârful Ciortea, Munții Făgăraș
Ciortea este un munte situat în Masivul Făgăraș. Vârful său principal este Vârful Ciortea 1 (în germană Hohe Scharte, în maghiară Csortea-csúcs), care are altitudinea de 2.427 metri. La mică distanță se găsesc încă două piscuri cotate ca vârfuri montane distincte : Ciortea 2 și Ciortea 3. La poalele sale, înspre nord, se găsește lacul Avrig. Accesul pe acest vârf se face dinspre est, din "Șaua Gârbovei de Vest", pe o potecă turistică marcată cu cruce roșie. Poteca a fost marcată în august 2013 de către Asociația Ecouri Verzi, prin implicarea membrilor și voluntarilor asociației, în cadrul programului de voluntariat pentru poteci de munte, Potecătorii.

## Galerie foto

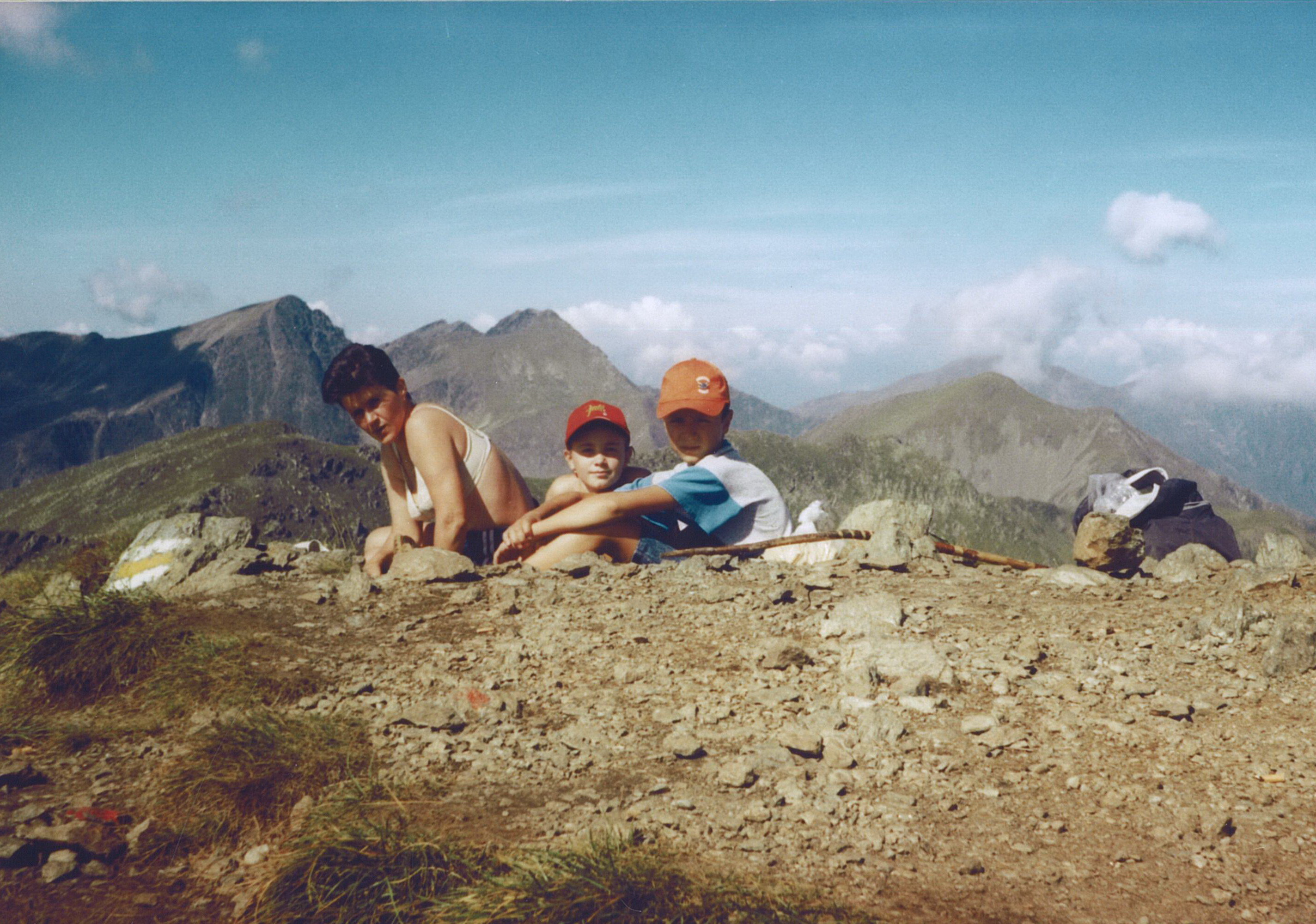
Vârful Ciortea
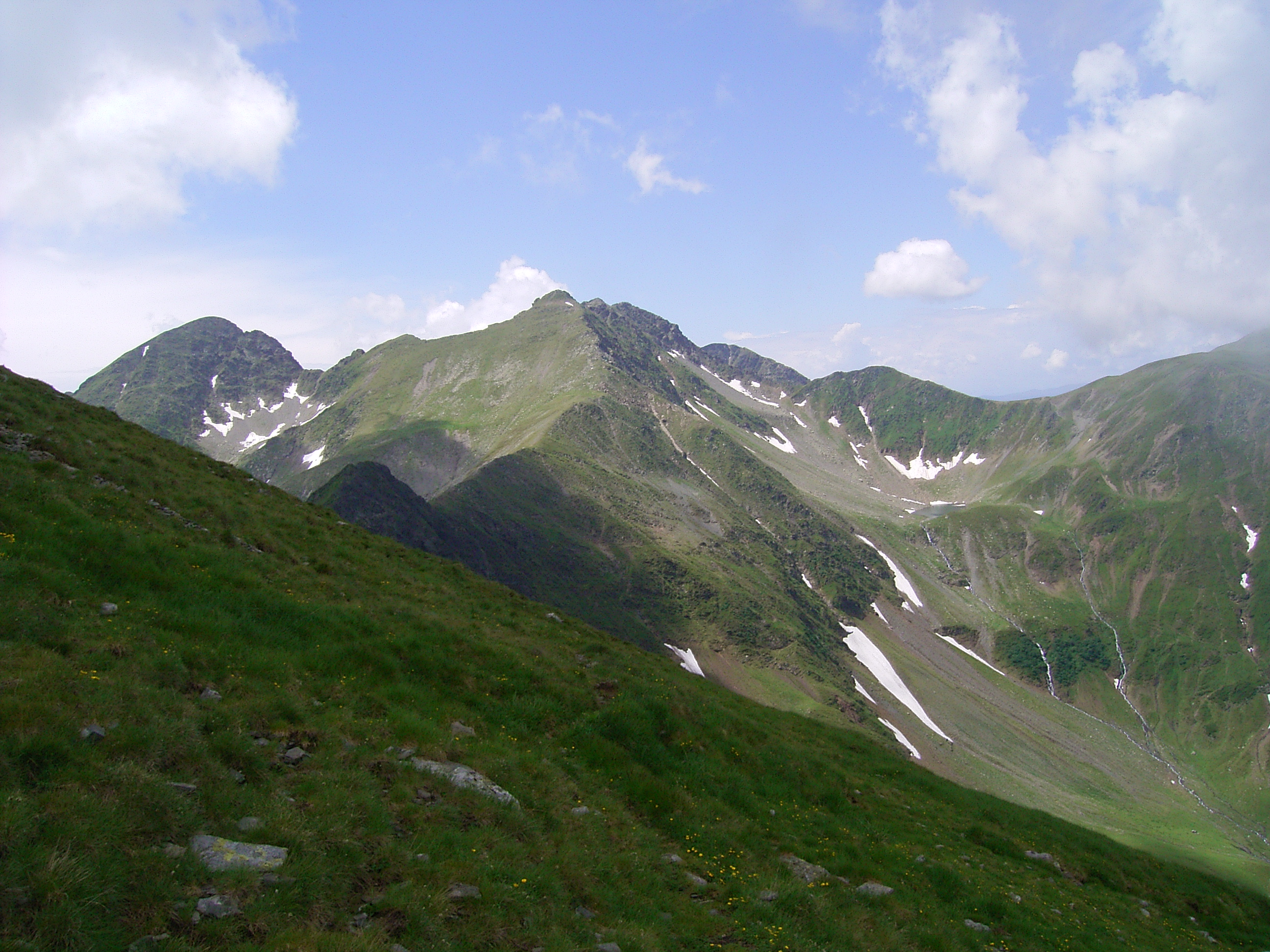
Vârful Ciortea
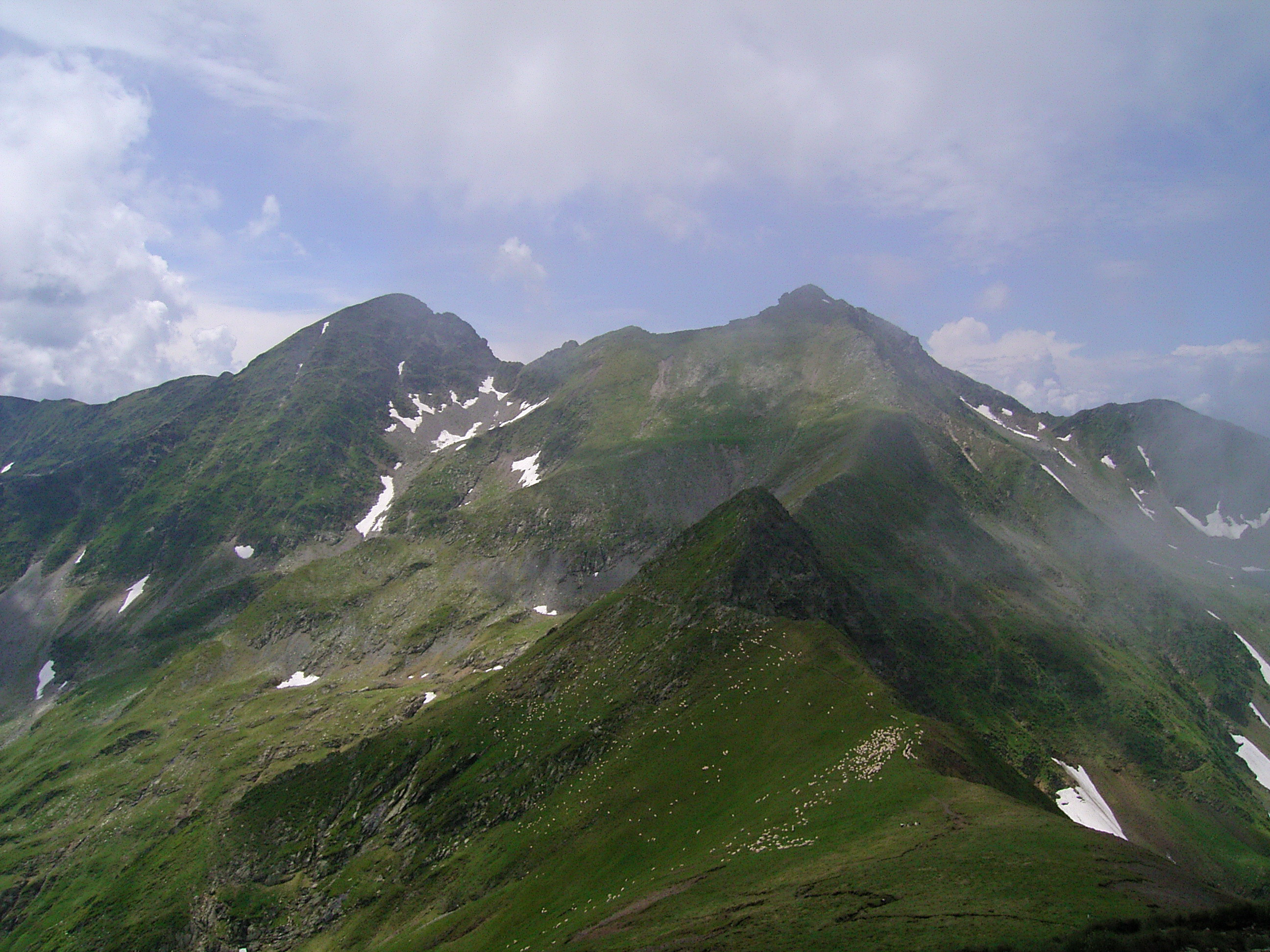
Vârfurile Ciortea şi Boiu